# Ripperda

Wapen van Ripperda

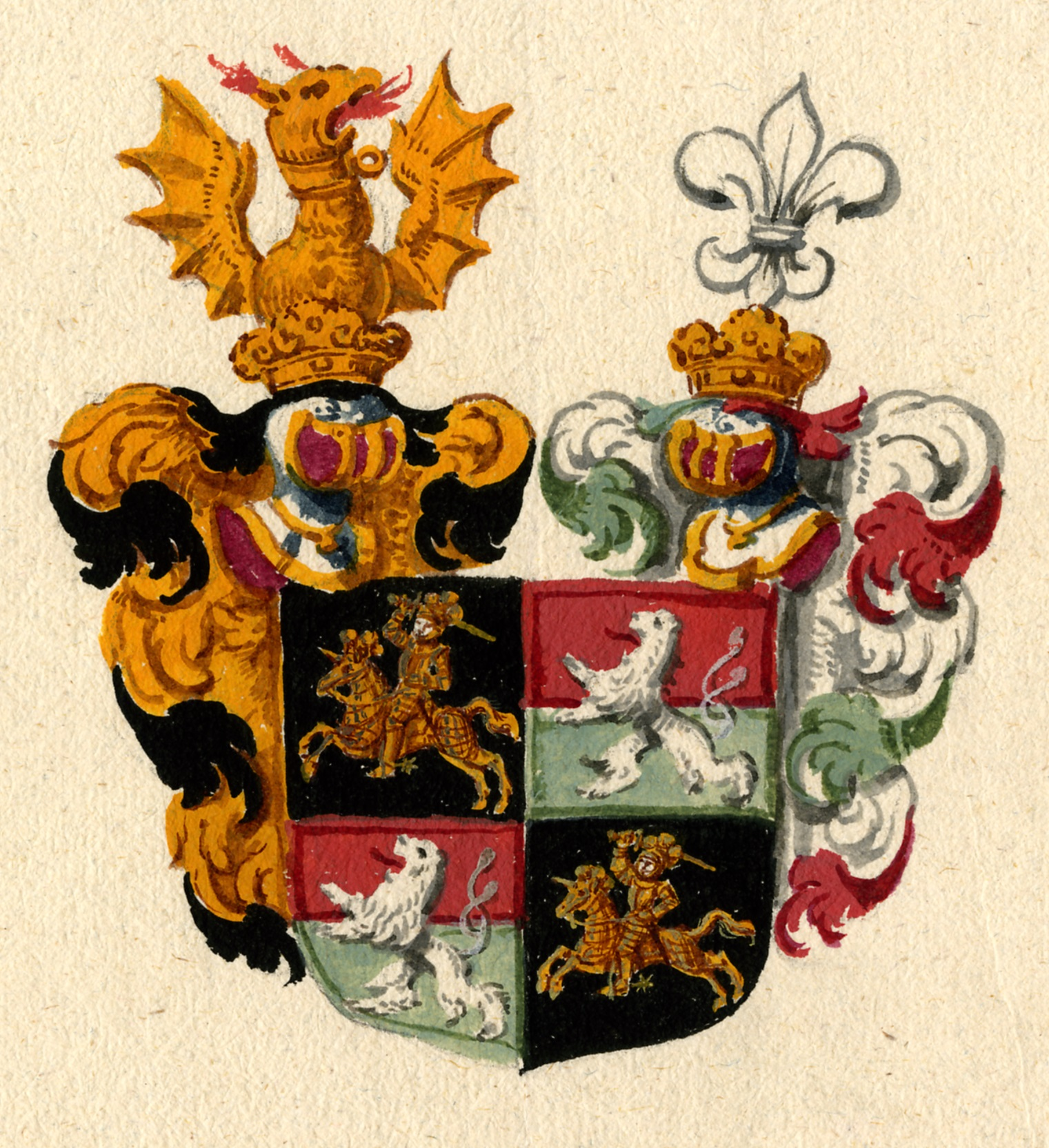
Wapen von Ripperda-Petkum

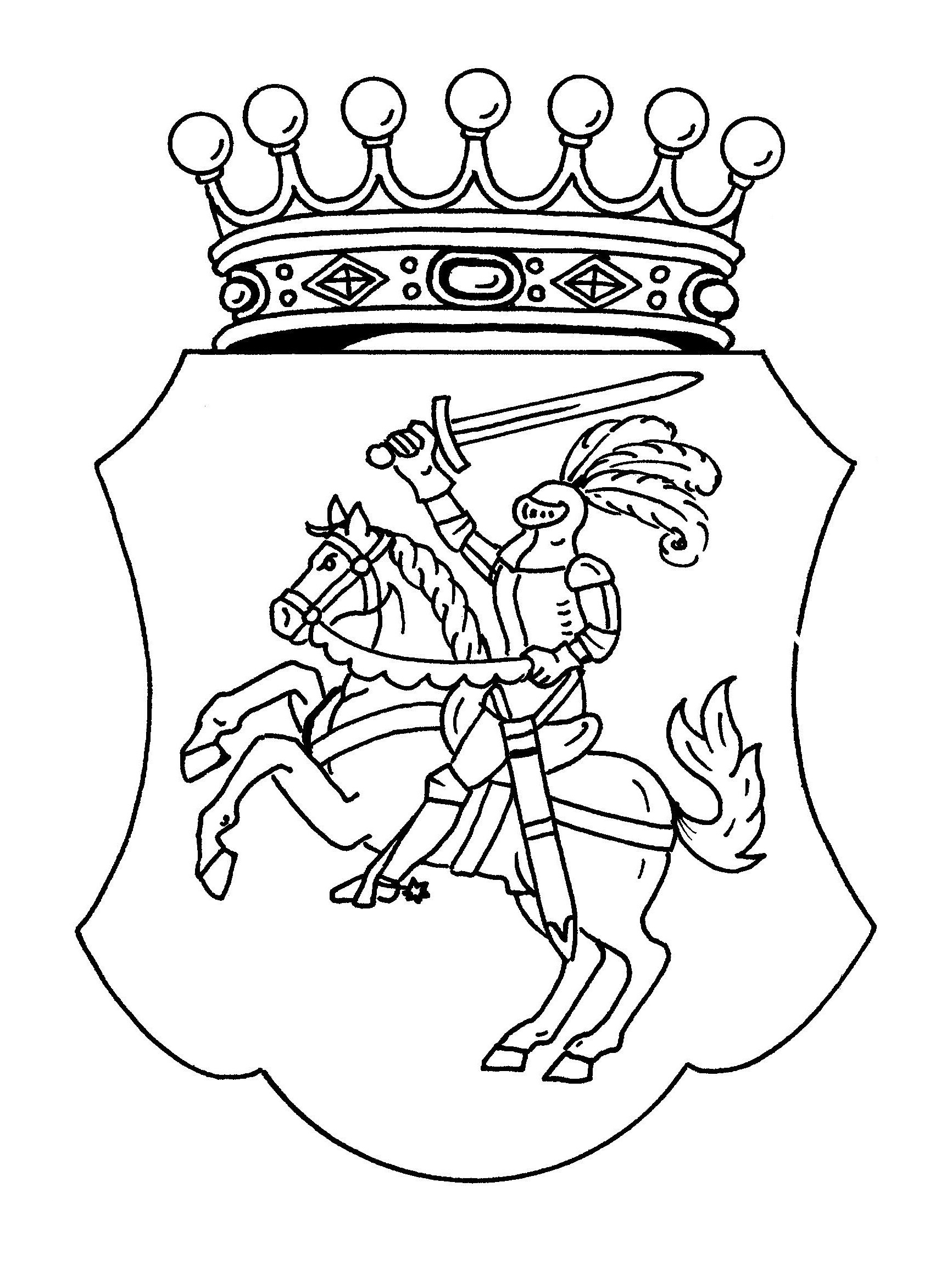
Wapen von Ripperda

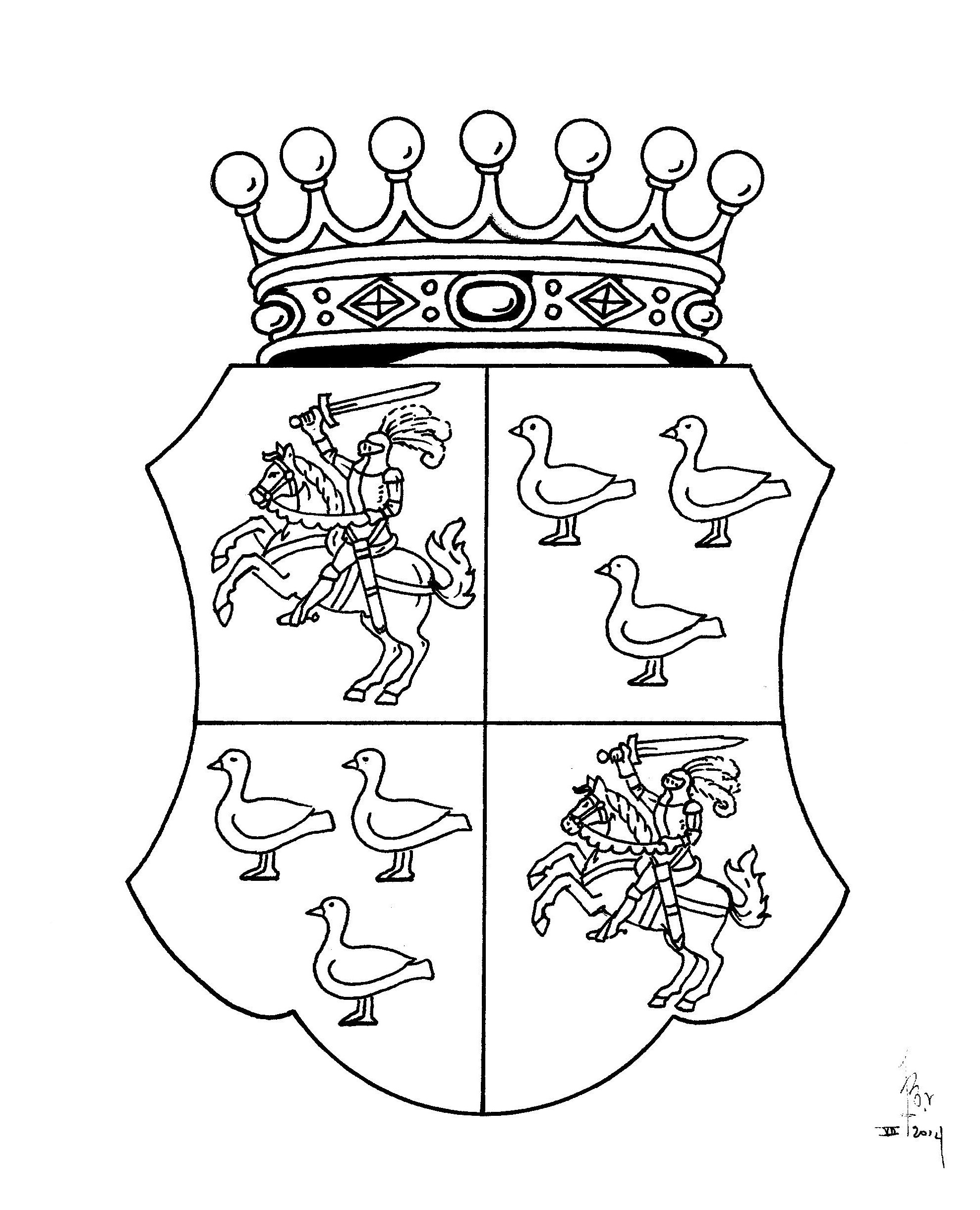
Wapen von Ripperda-Cosyn

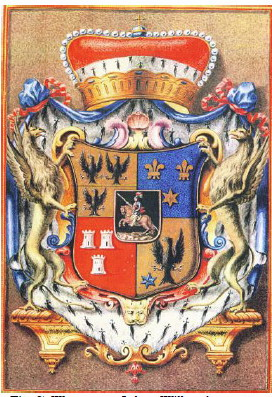
Wapen van de Hertog de Ripperda

Ripperda is een oud adellijk geslacht van hoofdelingen uit de Groninger Ommelanden met nakomelingen in Gelderland, Overijssel, Oost-Friesland, Westfalen, Pruissen, Oostenrijk, Spanje, Denemarken en Engeland.

## Oorsprong
Het geslacht stamt uit Oost-Friesland en heeft zich tijdens de 13e eeuw in de omgeving van Holwierde in Fivelingo (Groningen) gevestigd. De naam Ripperda is ontleend aan de mannelijke voornaam Ripperd (Rupert), zoals meer Friese geslachtsnamen eigenlijk patroniemen zijn.
Leden van de familie speelden een voorname rol in het bestuur van de Ommelanden. Hun macht aldaar was vooral gebaseerd op het bezit van de proosdij van Farmsum, waardoor ze namens de bisschop van Münster de kerkelijke rechtspraak in dit decanaat mochten uitoefenen. De familie werd al kort na de Reformatie luthersgezind, maar bleef lange tijd op de hand van het Habsburgse bewind. Gezamenlijk wisten de verschillende takken van de familie hun invloed in een aaneengesloten territorium van ongeveer twaalf dorpen in Fivelingo te verwerven, dat pas omstreeks 1620 weer uiteenviel. Het leeuwendeel van hun bezittingen vererfde op de familie Rengers.
In de 16e, 17e en 18e eeuw bekleedden telgen van het geslacht Ripperda belangrijke functies elders in de Nederlanden en Westfalen, en behoorden zij tot de Ridderschappen van Overijssel, Drenthe, Zutphen, Münster en Minden. Het geslacht is nauw verwant met meerdere aanzienlijke, adellijke geslachten in Nederland en Duitsland, zoals Van Ewsum, Van Pallandt, Rengers, Sickinghe, Clant, Von Inn- und Knyphausen, Van Twickelo (Von Twickel), Van Baer, De Vos van Steenwijk, Von Schele, Von Münchhausen, Staël von Holstein, Von Münster en Von Oldenburg.

## Stamvaders
De familie Ripperda kan haar adellijke afkomst herleiden tot het jaar 1057, maar betrouwbare gegevens beginnen bij Unico I Ripperda († in 1400).
Het geslacht van de Riperti wordt voor het eerst genoemd in 1247 vanwege een vete met de familie Alberda. In 1268 was Ripertus de Nothensum Nansum een van de belangrijkste hoofdelingen in Fivelingo. Volgens een 16e-eeuwse familietraditie stamde het geslacht van een burcht, die was verdronken in de Eemsmonding. Het oudste archiefstuk dat refereert aan de familie stamt uit de jaren rond 1323 waarin een Aylwart Rippertha wordt genoemd. De formele stamvader der Ripperda's is echter Unico I Ripperda, die tussen de jaren 1375 en 1398 in vijf verschillende oorkonden voorkomt als hoofdeling en proost van Farmsum. In mannelijke lijn stamt het huidige geslacht van hem af.

Zijn graf(steen) en een aantal andere zerken van de familie Ripperda zijn in 2012 gevonden tijdens restauratiewerkzaamheden in de Farmsumerkerk; ze zijn te bezichtigen.

## Rijksbaronnen
Al in 1474 werd Unico II Ripperda en zijn nakomelingen door keizer Frederik III van het Heilige Roomse Rijk als rijksonmiddelbare hoofdeling en vrijheer (baron) met muntrecht erkend. Op 3 september 1676 bevestigde keizer Leopold I de titel van rijksbaron c.q. rijksbarones voor het hele geslacht.
De Nederlandse takken van Oosterwijtwerd, Winsum, Farmsum, Vorden en Weldam stierven reeds vóór 1800 uit. De Duitse tak van Petkum stierf circa 1739 uit, de Nederlands-Oostenrijkse tak van Boxbergen in 1920 en de tak van Ellerburg bij Espelkamp in Duitsland kort na de Tweede Wereldoorlog. Inmiddels is ook de Ellerburgse tak in Denemarken in de mannelijke lijn uitgestorven (2012) en telt enkel de Duitse zijtak von Ripperda-Cosyn (ook: Cosyn von Ripperda) nog vier stamhouders woonachtig in Parijs en Londen.
Ten slotte leven talrijke afstammelingen van een buitenechtelijke zoon in Duitsland en de Verenigde Staten. Deze nazaten behoren niet tot de adel en worden formeel ook niet erkend. De Ripperda's (en Rypperda's) die in de 19e en 20e eeuw voorkomen in Groningen en elders in Nederland, zijn vernoemd naar de boerderij Ripperda naar aanleiding van de naamsaannemingen onder Napoleon. Deze boerderij is gebouwd op de resten van de vroegere Ripperdaborg te Winsum. Het betreft hier dus géén verwantschap met het adellijke geslacht.

## Enkele telgen
- Unico Ripperda
- Johan Ripperda tot Weldam
- Willem Ripperda
- Wigbolt Ripperda
- Occa Johanna Ripperda (1619 - 1686)
- Joachim Ripperda (1625/26 - 1661), heer van Farmsum
- Adolph Hendrik Ripperda (1625-1702), heer van Beurse en drost van de heerlijkheid Bredevoort
- Pieter Hieronymus Ripperda (1667-1655), heer van Beurse, Petkum en Heerjansdam, hofrechter in Oost-Friesland. Hij overleed kinderloos.
- Unico Ripperda (1647-1709)
- Wilhelm Ludolph von Ripperda
- Johan Willem Ripperda
- Ludolph Luirdt Ripperda
- Juan María Vicencio, Baron de Ripperda

## Overige bronnen
- Die Chronik des Schweder Schele (Universiteit Keulen).
- Groninger Archieven: 619 Borg Farmsum, 1246-1912
- Huisarchief van Farmsum, dossier in het archief van de Hoge Raad van Adel, Den Haag.